# ستار تريك: الطوابق السفلية
ستار تريك: الطوابق السفلية (بالإنجليزية: Star Trek: Lower Decks)‏ هو مسلسل تلفزيوني أمريكي للكبار أنتجه مايك ماكماهان لخدمة البث المباشر سي بي سي ال ايسيس (تم تغيير علامتها التجارية لاحقًا باسم بارمونت +). إنها سلسلة ستار تريك التاسعة وقد أُطلقت في عام 2020 كجزء من ستار تريك الكون الموسع. الطوابق السفلية هي أول سلسلة رسوم متحركة من سلسلة ستار تريك.

## الحلقات
| الموسم | الحلقات | الحلقات | الأصلي        | الأصلي         | الأصلي        |
| الموسم | الحلقات | الحلقات | الأول         | الأخير         | الشبكة        |
| ------ | ------- | ------- | ------------- | -------------- | ------------- |
| 1      | 10      | 10      | 6 أغسطس 2020  | 8 أكتوبر 2020  | CBS دخول كامل |
| 2      | 10      | 10      | 12 أغسطس 2021 | 14 أكتوبر 2021 | أساسي+        |
| 3      | 10      | 10      | 25 أغسطس 2022 | 27 أكتوبر 2022 | أساسي+        |
| 4      | 10      | 10      | 2023          | TBA            | أساسي+        |

### Season 4
تم طلب الموسم الرابع المكون من 10 حلقات في يناير 2022, وبدأت الكتابة بحلول أبريل. صوت بدأ التسجيل للموسم بحلول يونيو.

## بعد العرض
حلقة خاصة من سي بي سي جميع الوصول ستار تريك غرفة جاهز، الذي استضافته ستار تريك: الجيل القادم الممثل ويل ويتون ، أفرج عنه في أعقاب العرض الأول الطوابق السفلى. تم إصدار حلقة أخرى بعد العرض بعد الحلقة السادسة من الموسم الأول للمسلسل. استضافت Wheaton لوحة افتراضية لـ New York Comic Con لعام 2020 بعد نهاية الموسم الأول للمسلسل والتي تم تسجيلها وإصدارها كحلقة عرض بعد ثالثة للمسلسل.